# Downham (Lancashire)
Downham is een civil parish in het bestuurlijke gebied Ribble Valley, in het Engelse graafschap Lancashire met 214 inwoners.